# Forszpan
Forszpan (niem. Vorspann) – w programach informacyjnych: kilkudziesięciosekundowy skrót najważniejszych informacji zawartych w danym serwisie, emitowany na początku serwisu; składa się zwykle z dwóch lub trzech, rzadziej czterech ujęć dla każdego newsa i jednego zdania wprowadzającego każdy materiał. Najczęściej z elementami oprawy graficznej charakterystycznej dla danej stacji. Nadawany również w radiu.
W żargonie filmowców forszpan to zwiastun filmu, czyli krótka zapowiedź (reklama) filmu fabularnego, zmontowana z wybranych z niego fragmentów. Zwiastuny są wyświetlane w kinach (przed głównymi seansami) i w przerwach reklamowych w TV. Używa się także słów: z ang. trejler (ang. trailer) i z ros. zajawka.
Forszpan ma coraz większe znaczenie, jako element na stronie WWW, gdzie ułatwia szybkie zapoznanie się z jej zawartością, bez konieczności analizy i przeglądania całej strony.